# Liceo scientifico statale Filippo Lussana
Il Liceo scientifico Lussana è una scuola superiore di secondo grado situata a Bergamo.

## Storia
Il liceo nacque nell'anno 1924, tra i primi licei scientifici fondati dopo la Riforma Gentile. Dall'anno seguente l'ente fu intitolato al fisiologo Filippo Lussana.

## Struttura
Il liceo ha sede sin dalla sua fondazione nell'ex edificio della Gioventù Italiana del Littorio (GIL), sito in via Angelo Maj. Oggi è composto da due edifici: uno storico, su due piani, e uno più moderno, su quattro piani, confinante con la stazione delle autolinee di Bergamo. Il liceo è provvisto di laboratori e varie aule speciali per attività diverse.